# Pseudoplatystoma
Los surubíes (Pseudoplatystoma), conocidos como doncellas o zúngaros en el Perú, son un género de peces siluriformes (peces gato) de agua dulce nativos de América del Sur, de la familia de los pimelódidos.
Apreciados por su valor gastronómico, han sido diezmados por la pesca comercial en los últimos años, así como por la alteración de su hábitat debida a la construcción de centrales hidroeléctricas y por la pesca con grandes redes por pescadores locales, ya sea para venta local al público o para venderlos a fábricas de harina de pescado, quienes utilizan todo el animal, sin importarles el tamaño y conservación del mismo.
Los surubíes jóvenes son denominados comúnmente cachorros.

## Descripción
Como otros siluriformes, tienen la piel lisa, y muestran tres distintivos pares de barbillas, dos junto al mentón y uno, de considerable longitud, junto al maxilar.
Antaño, algunos surubíes lograban alcanzar un largo de 1,8 m y un peso de 90 kg. Las dos especies mayores son Pseudoplatystoma tigrinum (conocido como atigrado) y Pseudoplatystoma corruscans (conocido como manchado). Este último es el que alcanza el mayor tamaño, y se lo identifica por tener lunares negros en los flancos. En la Costa Norte de Colombia el Tigrinum se conoce como Bagre, tiene unas especies menores como el Blanquillo (Sorubim Cuspicaudus) y la Doncella (Pseudoplastystoma fasciatum)

## Taxonomía
Han sido descritas ocho especies en el género Pseudoplatystoma, divididas en dos clados morfológicamente diferenciados:
- Clado P. fasciatum
  - Pseudoplatystoma corruscans (Spix & Agassiz, 1829) (pintado)
  - Pseudoplatystoma fasciatum (Linnaeus, 1766) (surubí rollizo o surubí barrado)
  - Pseudoplatystoma magdaleniatum Buitrago-Suárez & Burr, 2007 (bagre reyado)
  - Pseudoplatystoma orinocoense Buitrago-Suárez & Burr, 2007
  - Pseudoplatystoma punctifer (Castelnau, 1855)
  - Pseudoplatystoma reticulatum (Eigenmann & Eigenmann, 1889) (surubí atigrado o cachara)
- Clado P. tigrinum
  - Pseudoplatystoma metaense Buitrago-Suárez & Burr, 2007
  - Pseudoplatystoma tigrinum (Valenciennes, 1840) (doncella o surubí tigre)

Un análisis genético ha diferenciado cuatro clados, que podrían corresponder a sólo cuatro especies:
- Clado P.  corruscans''''
  - Pseudoplatystoma corruscans (Spix & Agassiz, 1829)
- Clado P. fasciatum
  - Pseudoplatystoma fasciatum (Linnaeus, 1766)
  - Pseudoplatystoma fasciatum punctifer
  - Pseudoplatystoma fasciatum reticulatum
  - Pseudoplatystoma fasciatum orinocoense
- Clado P. tigrinum
  - Pseudoplatystoma tigrinum (Valenciennes, 1840)
  - Pseudoplatystoma tigrinum metaense
- Clado P. magdaleniatum
  - Pseudoplatystoma magdaleniatum Buitrago-Suárez & Burr, 2007

P. magdaleniatum registra la mayor separación del resto del género, de forma que supone un aislamiento de 11,5 a 13 millones de años, a partir del levantamiento en los Andes de la Cordillera Oriental.

## Comportamiento
Son grandes predadores, y se alimentan principalmente de ejemplares juveniles de otras especies, especialmente sabalitos y boguitas, aunque no desprecian morenas, anguilas, ranas e, incluso, serpientes. Pasan el día en zonas de aguas profundas y lentas, y se adentran por la noche en arroyos para alimentarse.